# Henry F. Lippitt
Henry F. Lippitt (Providence, 1856. október 12. – Providence, 1933. december 28.) az Amerikai Egyesült Államok szenátora (Rhode Island, 1911–1917).